# Hans-Peter Brause
Hans-Peter Brause (* 19. August 1948 in Heidenheim an der Brenz) ist ein deutscher Jurist. Er war von 2000 bis 2012 Richter am Bundesgerichtshof.

## Leben und Wirken
Brause war nach Abschluss seiner juristischen Ausbildung für kurze Zeit als Rechtsanwalt tätig. 1978 trat er in den Justizdienst des Landes Hessen ein. Nach Tätigkeiten am Landgericht Darmstadt, am Amtsgericht Lampertheim und am Amtsgericht Groß-Gerau erfolgte 1981 seine Ernennung zum Richter am Amtsgericht Groß-Gerau. Nach einer dreijährigen Abordnung an das hessische Justizministerium wurde er 1988 zum Vorsitzenden Richter am Landgericht Darmstadt ernannt. Ab Ende 1992 war Brause im Justizdienst des Freistaats Thüringen tätig. Nach Abordnungen an das thüringische Justizministerium und das Landgericht Erfurt wechselte er im Oktober 1993 in den Justizdienst des Freistaats Thüringen. Dort erfolgte seine Ernennung zum Vizepräsidenten des Landgerichts Erfurt. 1996 kehrte Brause an das thüringische Justizministerium zurück. Dort wurde er 1997 zum Ministerialdirigenten ernannt sowie u. a. zum Präsidenten des Justizprüfungsamtes berufen. Brause ist promoviert.
Nach seiner Ernennung zum Richter am Bundesgerichtshof im Juli 2000 wies das Präsidium Brause dem 5. (Leipziger) Strafsenat zu. Brause trat am 31. Mai 2012 in den Ruhestand.